# Sala (miasto)

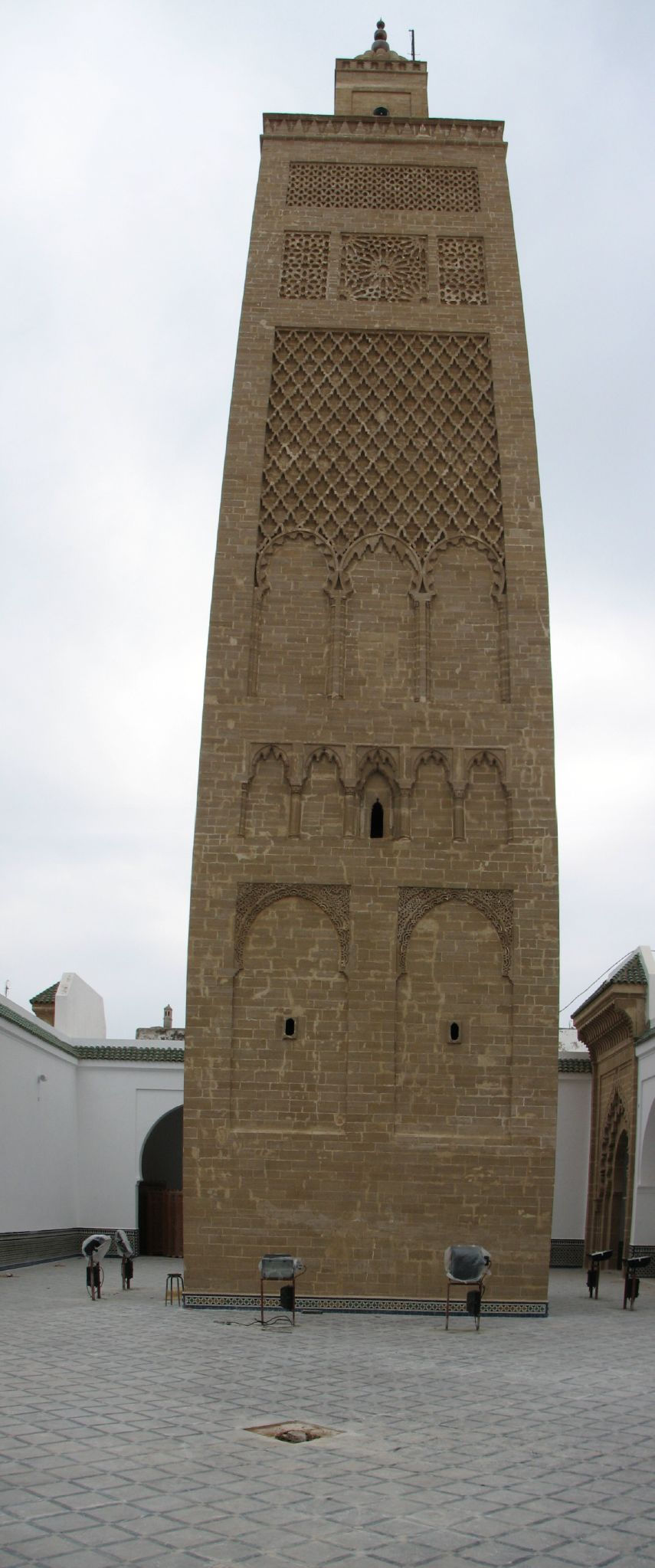
Minaret Wielkiego Meczetu w Sali

Sala (arab. سلا, Salā; marok. arab. Sla; fr. Salé) – miasto w północnym Maroku, w regionie Rabat-Sala-Al-Kunajtira, przy ujściu rzeki Bu Rakrak do Oceanu Atlantyckiego, naprzeciw Rabatu, siedziba administracyjna prefektury Sala. W 2014 roku liczyło ok. 945 tys. mieszkańców.

## Historia
Na drugim brzegu rzeki istniało rzymskie miasto Sala Colonia (patrz: Szalla).
Współcześnie Sala jest miastem satelickim Rabatu, jednak w średniowieczu było ważnym ośrodkiem kulturowym i handlowym. Największy rozkwit miasto przeżywało za panowania dynastii Marynidów - wzniesiono tu wówczas istniejącą do dziś medresę Bu Inania.
W XVII wieku Sala była stolicą niepodległej korsarskiej Republiki Bu Rakrak. Po załamaniu się potęgi Sadytów Salę i Rabat zajęli wypędzeni z Andaluzji muzułmańscy Moryskowie. Trudnili się piractwem i handlem niewolników, dzięki czemu w kolejnych latach Republika Bu Rakrak zebrała spore bogactwa. Z tamtego okresu pochodzi medyna w Rabacie.
Kiedy w 1637 roku Salę zaatakował marabut Al-Ajachi, zwrócono się o pomoc do bractwa Dila, które następnie stało się suwerenem państwa Bu Rakrak. W 1668 państwo to wraz z bractwem Dila poddało się władzy Alawitów. Piractwo na wodach przybrzeżnych Maroka i Półwyspu Iberyjskiego utrzymało się jednak aż do początku XIX wieku.
Od czasu, kiedy w 1922 roku Francuzi przenieśli stolicę zajmowanego przez nich Maroka do Rabatu, a położona niedaleko Casablanca stała się jednym z najważniejszych portów morskich kraju, Sala straciła na znaczeniu. Mimo to miasto wciąż się rozrasta i w związku ze wzmożonym ruchem ulicznym wybudowano ostatnio nowy most na Bu Rakrak, łączący Salę z Rabatem. Transport na tej trasie odbywa się także za pośrednictwem promów wiosłowych.

## Medyna
Do naszych czasów dotrwało wiele średniowiecznych zabytków Sali, dzięki czemu miasto to - w odróżnieniu od w dużej mierze nowoczesnego Rabatu - do pewnego stopnia wciąż zachowuje swój tradycyjny charakter. Główna brama tutejszej medyny - Bab Mrisa pochodzi z końca XIII wieku, tj. z okresu panowania Marynidów, jednak jej bogate zdobienia i kufickie inskrypcje charakterystyczne są dla późniejszej epoki Almohadów. Za bramą rozciąga się dzielnica żydowska (mellah), do której prowadzi również inna zabytkowa brama Bab Bu Haja.

### Wielki Meczet i medresa Bu Inania
Najważniejszym zabytkiem islamskiej części medyny jest Wielki Meczet oraz położona naprzeciw niego medresa. Meczet powstał jeszcze w czasach Almohadów i zalicza się do najstarszych w Maroku, jednak niemuzułmańscy turyści otrzymują dostęp jedynie do wzniesionego w późniejszych epokach minaretu i bramy. Sąsiednia medresa pochodzi z okresu rządów marynidzkiego sułtana Abu al-Hassana, dorównuje więc wiekiem medresom w Meknesie i Fezie. Charakteryzuje ją bogactwo architektonicznych dekoracji - stiuków i mozaik, a także rzeźb i typowych dla okresu almohadzkiego zdobień o motywach geometrycznych i kwiatowych. Medresa posiada wewnętrzny dziedziniec, wokół którego na piętrze usytuowane są cele mieszkalne dla uczniów. Z dachu budynku roztacza się widok na Salę i Rabat z widoczną po drugiej stronie rzeki Wieżą Hassana.

### Muzułmańskie pielgrzymki
W obrębie medyny mieszczą się także zawije Sidi Ahmada at-Tijani i Sidi Abdullaha ibn Hassana. Corocznie, w przeddzień urodzin Mahometa do zawiji tych ściągają pielgrzymki, a ulicami miasta przechodzi procesja z lampionami.
Na tutejszym cmentarzu znajduje się jeszcze jeden cel pielgrzymek marokańskich muzułmanów. Jest nim kubba Sidi ibn Aszira at-Taliba, XIV-wiecznego ascety z Andaluzji. Grobowiec ten ma - według miejscowych wierzeń - moc uzdrawiania ślepoty, paraliżu i opętania.

## Miasta partnerskie
- Tlaxcala, Meksyk